# Olga Stulneva
Olga Olegovna Fjodorova-Stulneva (rusko Ольга Олеговна Фёдорова-Стульнева), ruska atletinja in tekmovalka v bobu, * 14. julij 1983, Alapajevsk, Sovjetska zveza.
Nastopila je na poletnih olimpijskih igrah leta 2004 ter osvojila srebrno medaljo v štafeti 4x100 m. Na svetovnih prvenstvih je osvojila bronasto medaljo v isti disciplini leta 2003.
Leta 2006 se je preusmerila v bob. Nastopila je na zimskih olimpijskih igrah v letih 2010 in 2014 ter dosegla osemnajsto in deveto mesto v dvosedu.